# Susann Beucke
Susann Beucke, née le 11 juin 1991 à Kiel, est une skippeuse allemande.
Elle a remporté la médaille d'argent olympique en 49er FX en 2020.

## Palmarès

### Jeux olympiques
- Jeux olympiques de 2020 : 
  -  Médaille d'argent en 49er FX

### Championnats d'Europe
- Championnats d'Europe de 49er FX 2020
  -  Médaille d'or
- Championnats d'Europe de 49er FX 2017
  -  Médaille d'or